# Forță mareică

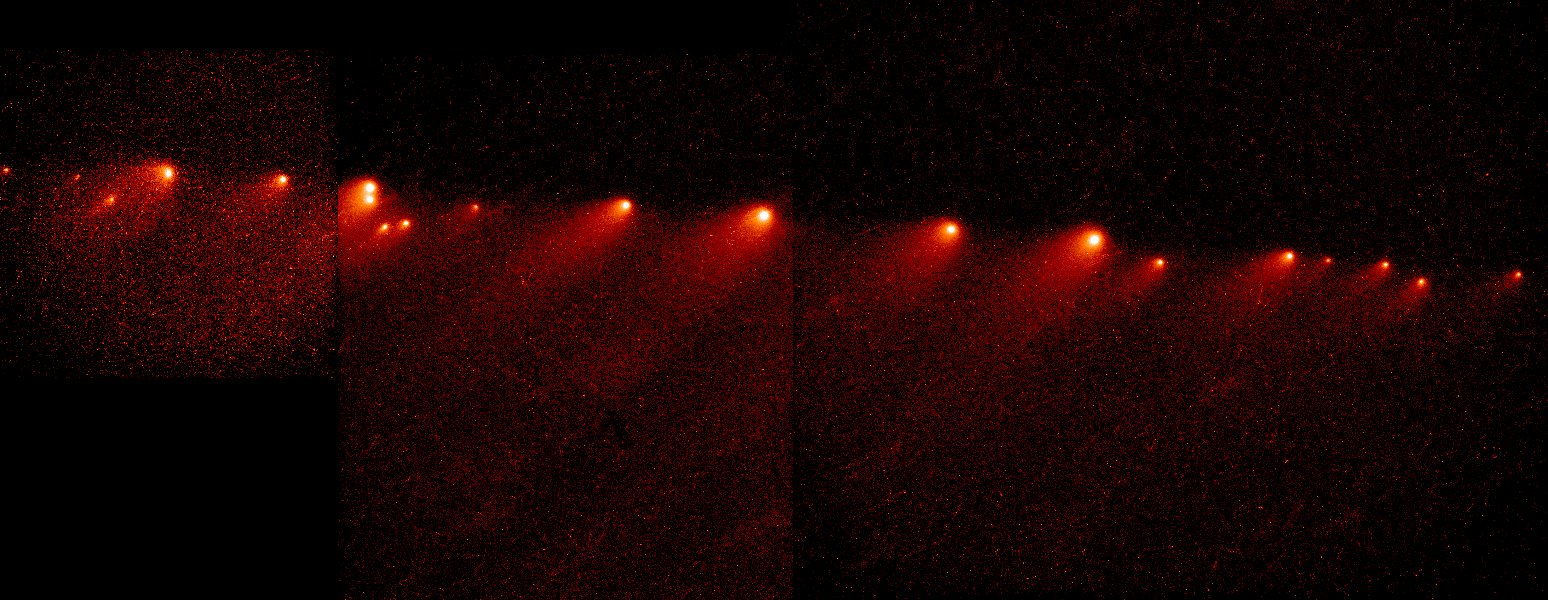
Cometa Shoemaker-Levy 9 în 1994, după ce a fost spartă de forțele mareice ale lui Jupiter, în cursul unui pasaj anterior, din anul 1992.

Forța mareică este o consecință a neuniformității forței de gravitație exercitate asupra unui corp de un ansamblu de corpuri existent împrejurul lui. Forța de maree la un corp este provocată atunci când forța de gravitație este sensibil diferită de-a lungul suprafeței lui (de jur împrejur). Partea corpului aflată spre sursa forței exercitate, deci mai aproape de ea, este atrasă mai puternic decât partea opusă a corpului, mai îndepărtată de aceasta. Forța de maree provoacă în apa Oceanului Planetar mișcările periodice flux - reflux. 

## Gravitația lunară și solară
În cazul Pământului, sursele de forțe exterioare de gravitație care se exercită cel mai puternic sunt Luna și Soarele. Dată fiind apropierea Lunii de Pământ, efectul forței sale de gravitație este în formarea forței de maree terestre, de aproximativ două ori mai puternic decât cel al Soarelui, deși el are o masă incomparabil mai mare. Această relativitate este reflectată în formula de calcul a accelerației gravitaționale (a) exercitate, unde ea depinde invers proporțional de pătratul distanței (r) dintre cele două corpuri în discuție, și direct proporțional de masa (M) a corpului-sursă de câmp gravitațional. Deci forța de maree terestră ia naștere ca o rezultantă a interacțiunii celor două relații gravitaționale separate, pe care Pământul le are cu Soarele și Luna.

## Sistemul gravitațional Lună - Pământ
În acest context, dacă se consideră doar sistemul de două corpuri Pământ - Lună, practic toate părțile (punctele) Pământului sunt supuse unei atracții lunare, dar partea feței dinspre Lună este mai puternic atrasă decât partea care este opusă ei, mai îndepărtată. Diferența de distanță (depărtare) față de Lună, pentru două puncte opuse de pe suprafața Pământului aflate pe dreapta (prelungită) ce unește centrul Pământului cu cel al Lunii este de 2R, unde R este raza globului pământesc, iar punctul (1) este cel apropiat și punctul (2) mai depărtat. Această diferență cauzează neegalitatea valorii accelerației celor două puncte terestre date. 

## Neuniformitatea accelerației exercitate
Pentru accelerația gravitațională a fiecăruia dintre cele două puncte menționate (1) și (2) este valabilă expresia: 
a = GM : (r ± R)² , unde:
- G = Constanta gravitațională
- M = Masa corpului generator de gravitație, Luna
- r = Distanța dintre centrul Pământului și al Lunii
- R = Raza Pământului
- r + R , distanța dintre Lună și punctul terestru (2), mai depărtat de ea
- r - R , distanța dintre Lună și punctul terestru (1), mai apropiat de ea

Din formulă rezultă că punctul aflat la distanță (r - R) este supus unei accelerații, respectiv unei forțe gravitaționale mai mari decât punctul situat mai departe, la distanța (r + R). Dat fiind că toate punctele de pe Pământ se găsesc în câmpul gravitațional lunar, partea dinspre Lună se alungește ("bombează") spre ea, spre deosebire de partea terestră opusă, care se alungește în sens contrar, astfel că Pământul este deformat (superficial) spre o formă de elipsoid. Ca urmare, apa oceanului planetar este forțată să se redistribuie, provocându-se mișcări ale maselor de apă, mareele. 